# Боченково (станция)
Боченко́во — узловая железнодорожная станция (бывшая платформа) Ростовского региона Северо-Кавказской железной дороги.
Расположена на территории Миллеровского района Ростовской области в хуторе Боченков. Станция находится на примыкании линии, идущей в обход Украины, к железнодорожной линии Чертково — Лихая. Строительство началось весной 2015 года. В 2017 году новый двухпутный участок железной дороги введён в эксплуатацию. Грузовое и пассажирское движение осуществляется в обход территории Украины.

## Движение поездов по станции
Через станцию Боченково следуют пассажирские поезда дальнего следования, стоянки поездов расписанием не предусмотрены.